# Observatório Interamericano de Cerro Tololo
O Observatório Interamericano de Cerro Tololo é um observatório astronômico que está localizado no Vale de Elqui, cerca de 80 km da cidade de La Serena na Região de Coquimbo, Chile, a uma altitude de 2.200 m. O projeto do mesmo foi iniciado no ano de 1962, e foi concretizado no dia 7 de novembro de 1967.